# Loch Oich
Loch Oich (Schots-Gaelisch: Loch Omhaich) is een meer in Schotland gelegen tussen Loch Lochy en Loch Ness.
Loch Oich is gelegen in het Great Glen (het grote dal), een dal dat ontstaan is omdat het de breuklijn is tussen twee aardplaten (die in tegengestelde richtingen aan elkaar bewegen). Het meer vormt samen met enige andere meren en een in het zuidwesten gelegen sluizenstelsel (Neptune's Staircase) het Caledonisch Kanaal. Het gebied ten noorden van het meer, dat een onderdeel is van de Schotse Hooglanden, was voor de continentverschuiving een deel van het Amerikaanse continent.